# 奧弗雷峰
39°45′48″N 2°46′02″E / 39.76333°N 2.76722°E
奧弗雷峰（西班牙語：El Ofre），是西班牙的山峰，位於巴利阿里群島的馬略卡島，處於埃斯科爾卡，屬於特拉蒙塔納山脈的一部分，該山峰海拔高度1,091米。